# Pleasant Grove (Ohio)
Pleasant Grove es un lugar designado por el censo ubicado en el condado de Muskingum en el estado estadounidense de Ohio. En el Censo de 2010 tenía una población de 1742 habitantes y una densidad poblacional de 209,01 personas por km².

## Geografía
Pleasant Grove se encuentra ubicado en las coordenadas 39°57′7″N 81°57′26″O / 39.95194, -81.95722. Según la Oficina del Censo de los Estados Unidos, Pleasant Grove tiene una superficie total de 8.33 km², de la cual 8.32 km² corresponden a tierra firme y (0.22%) 0.02 km² es agua.

## Demografía
Según el censo de 2010, había 1742 personas residiendo en Pleasant Grove. La densidad de población era de 209,01 hab./km². De los 1742 habitantes, Pleasant Grove estaba compuesto por el 93.92% blancos, el 2.81% eran afroamericanos, el 0.06% eran amerindios, el 0.34% eran asiáticos, el 0% eran isleños del Pacífico, el 0.11% eran de otras razas y el 2.76% pertenecían a dos o más razas. Del total de la población el 0.57% eran hispanos o latinos de cualquier raza.